# ひと・まち交流館 京都

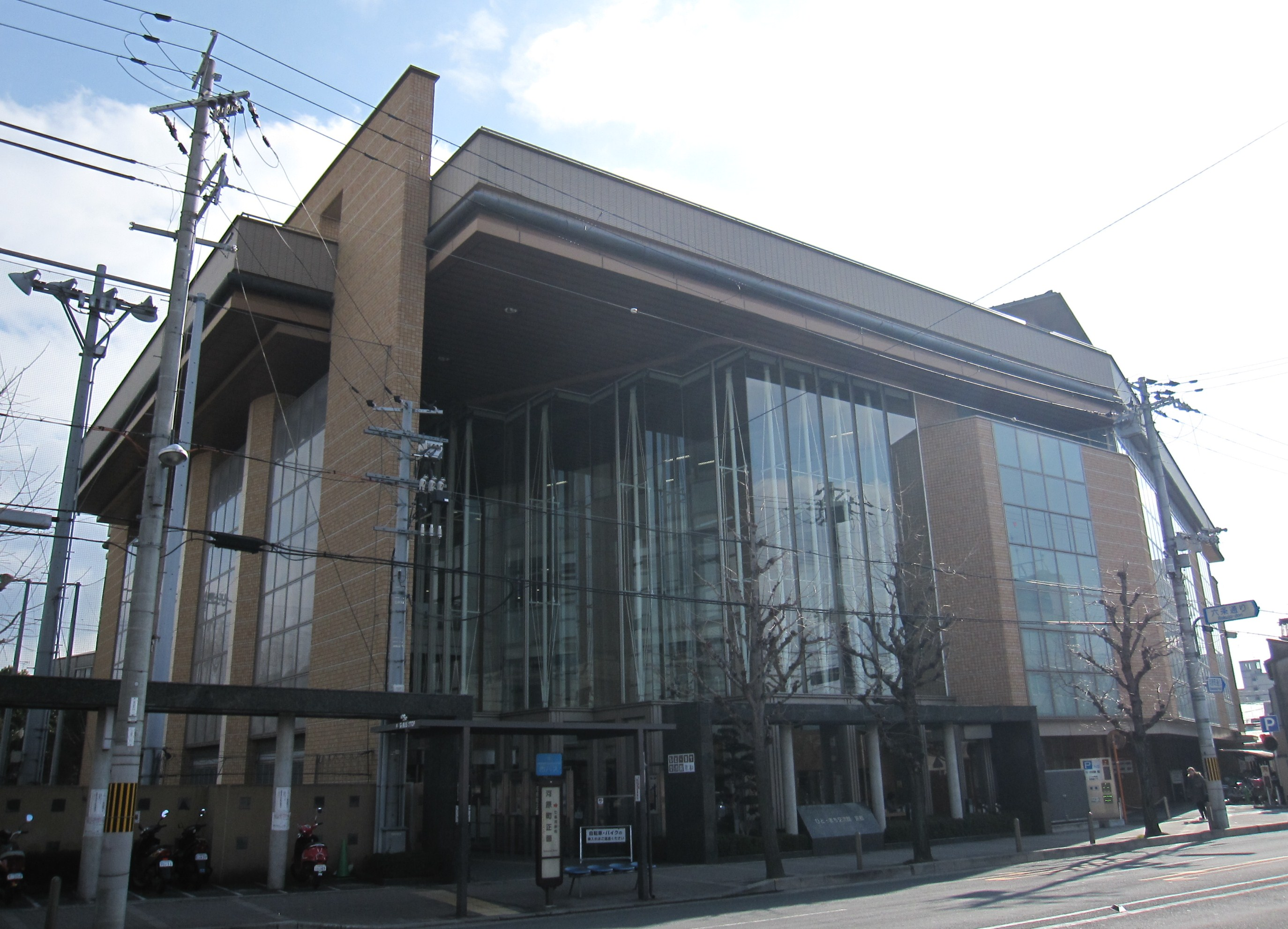
ひと・まち交流館 京都

ひと・まち交流館 京都（ひと・まちこうりゅうかん きょうと）は、京都市が設置した複合施設。京都市下京区の、下京第18番組小学校 - 菊浜（きくはま）小学校の跡地に、2003年（平成15年）に完成した。
西は河原町通、東は西木屋町通、南は上ノ口通に接する。

## 概要
京都市市民活動総合センター、京都市福祉ボランティアセンター、京都市長寿すこやかセンター、京都市景観・まちづくりセンターの4つのセンターからなっている。

## 所在地
- 京都市下京区西木屋町通上ノ口上ル梅湊町83-1

## 出来事
- 2017年、京都市は、ひと・まち交流館の存在を理由に近隣の暴力団・会津小鉄会本部事務所の使用差し止めを求める仮処分を京都地方裁判所に申し立てを行い、同年中に使用禁止が認められた[1][2]。